# Bruxelles (Manitoba)
Pour les articles homonymes, voir Bruxelles (homonymie).

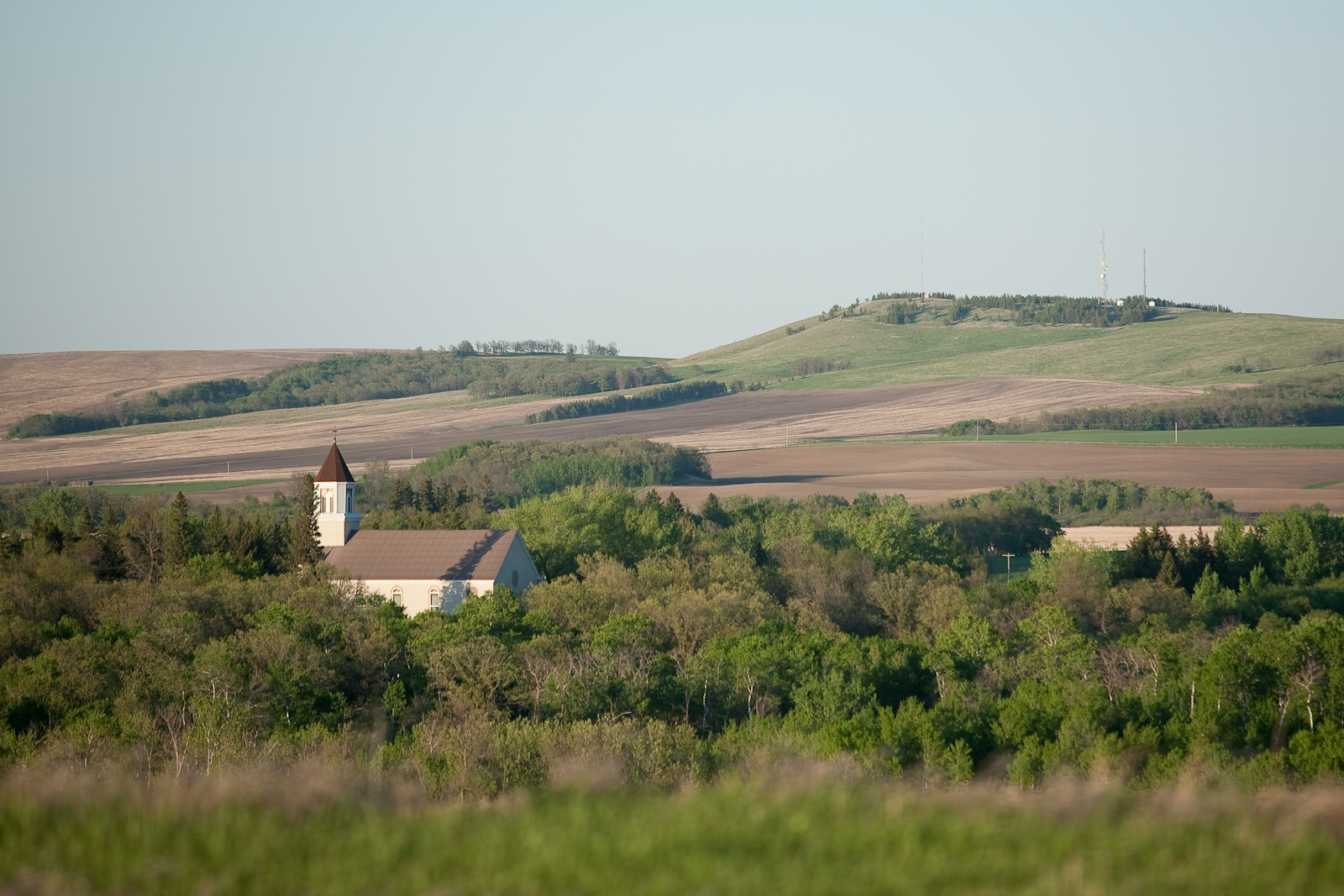
Vue de l'église du village de Bruxelles dans le Manitoba.

Bruxelles est une petite commune située dans la province du Manitoba au Canada. Bruxelles fait partie de la municipalité rurale de Lorne. Le Manitoba accueillit une vague d'émigrants belges à la fin du XIXe siècle. La majorité d'entre eux s'établirent dans les villages de Bruxelles et de Saint-Alphonse.
Le village de Bruxelles fut fondé en 1892, sous le nom de "Bruxelles-des-monts" avec l'arrivée d'émigrants belges de la région de Bruxelles et d'Halanzy en Belgique accompagnés par des émigrants du Québec. Les Bruxellois s'établirent d'abord à quelques kilomètres plus au Nord en 1888, mais le lieu n'était pas propice à un développement de la colonisation. Rapidement, ils s'installèrent plus au Sud où ils fondèrent le village de Bruxelles-des-monts, devenu l'actuel Bruxelles. L'église de Bruxelles est classée au patrimoine et l'école Sainte-Marie, qui regroupe les trois établissements scolaires de Sainte-Marie, Saint-Urbain et Saint-Gustave, enseigne toujours le français aux enfants du village.
En 2003, la cinéaste Anita Lebeau réalisa avec le soutien de l'Office national du film du Canada, un court-métrage (film d'animation) intitulé Louise sur la vie quotidienne d'une émigrante belge, Louise Marginet, 96 ans, vivant dans ce village de Bruxelles.